# اندماج بالحصر المغناطيسي

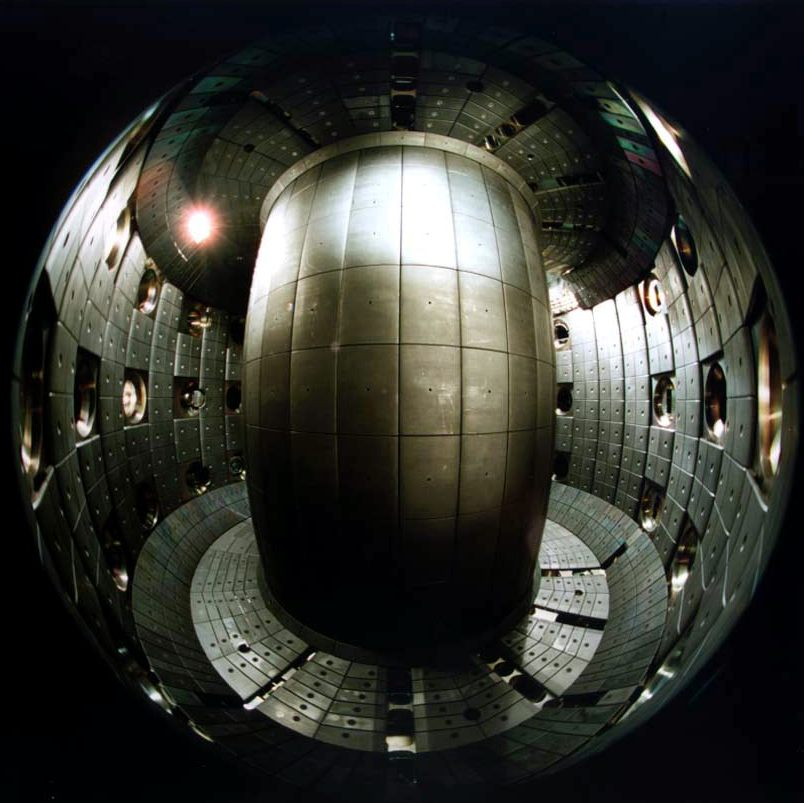
منظر داخلي لمفاعل TCV، تظهر فيه طارة مغطاة بالغرافيت.

الاندماج بالحصر المغناطيسي (Magnetic confinement fusion) هو عبارة عن إجراء منهجي من أجل توليد الطاقة بالاندماج وذلك باستخدام حقل مغناطيسي لحصر وقود الاندماج الذي يحدث في درجات حرارة مرتفعة جداً على شكل بلازما. إن الحصر المغناطيسي هو أحد وسيلتين أساسيتين في مجال الأبحاث في طاقة الاندماج، حيث أن الأسلوب الآخر هو الاندماج بحصر القصور الذاتي. بدأ مشروع المفاعل النووي الحراري التجريبي الدولي عام 2007 في فرنسا بإنشاء وحدة توليد طاقة تعطي تقدر بحوالي 500 ميغاواط.
من أجل التغلب على حاجز كولوم الناشئ عن تنافر الشحن بين الذرات في تفاعل الاندماج، يجب رفع درجات الحرارة إلى مقدار يصل إلى عشرات الملايين، وهذا أمر تكون فيه الذرات بحالة البلازما. بالإضافة إلى ذلك لا توجد مواد باستطاعتها احتواء هذه الدرجات العالية دون أن تنصهر. بالإضافة إلى ذلك، ينبغي اتباع إجراءات حصر بالنسبة للكثافة والطاقة كما هو محدد في شرط لوسون Lawson criterion.
يحاول أسلوب الاندماج بالحصر المغناطيسي توفير الشروط الملائمة من أجل إنتاج طاقة الاندماج باستخدام الموصلية الكهربائية للبلازما لاحتوائها ضمن حقل مغناطيسي. إن المبدأ الأساسي يمكن فهمه ضمن صورة كلية انسيابية على أنه توازن بين الضغط المغناطيسي وضغط البلازما؛ أو يمكن فهمه بالنسبة للجسيمات كل على حدة على أنه دوران في فلك خطوط الحقل المغناطيسي.

## التشكيل
إن أبسط تشكيل مغناطيسي هو الملف الكهربائي، وهو أسطوانة طويلة ملفوف عليها وشائع مغناطيسية تنتج حقل له خطوط قوة موازية لمحور الأسطوانة. إن مثل هذا الحقل سيمنع الأيونات والإلكترونات من الفقدان على المستوى القطري، لكنه لن يمنعها من الفقدان على مستوى نهايات الملف.
هناك مقاربتان لحل هذه المشكلة، إحداها محاولة سد النهايات باستخدام مرآة مغناطيسية، والأخرى محاولة التخلص من النهايات عن طريق ثني خطوط الحقل على بعضها لتنغلق على نفسها، ليشكل حقل حلقي بسيط. لكن الحل الأخير يؤمن حصر ضعيف بسبب التدرج القطري لقوة الحقل، مؤدياً إلى حدوث انزياح باتجاه المحور.